# Блоупайп (авиационная ракета)
«Блоупайп» (англ. Air-launched Blowpipe) — британская многоцелевая авиационная ракета вертолётного базирования (иначе называемая Helicopter-mounted Blowpipe), разработанная в начале 1980-х гг. на базе одноименной зенитной управляемой ракеты, могла применяться как управляемая ракета класса «воздух—воздух» для стрельбы по воздушным целям и «воздух—поверхность» для стрельбы по легкобронированным наземным целям (эта полифункциональность была характерна и для исходной модели ракеты). Разработчиками относилась к категории ракетного оружия ближнего радиуса действия для борьбы с советскими ударными вертолётами. Головным подрядчиком работ по созданию авиационной ракеты являлась североирландская компания-изготовитель исходной модели зенитной ракеты — «Шортс». На вооружение в итоге принята не была, сведения об экспортных поставках за рубеж отсутствуют.

## Назначение
Потребность в разработке средства ближней защиты британских разведывательных вертолётов была продиктована наличием на вооружении у вероятного противника (СССР и страны Организации Варшавского договора) ударных вертолётов Ми-24, в силу чего тактика боевого применения вертолётов британской армейской авиации предписывала им в случае появления на горизонте Ми-24 срочно покинуть сектор воздушного пространства и ретироваться. Наличие на борту комплекса управляемого ракетного вооружения позволяло им при встрече не уклоняться от огневого контакта с вертолётами противника. Кроме того, оснащённые такими ракетами лёгкие разведывательные вертолёты могли выполнять двойную функцию, одновременно прикрывая многоцелевые вертолёты «Линкс».

## Носители
В качестве потенциального носителя УРВВ рассматривался разведывательный вертолёт «Газель». Разработка «Блоупайп» в варианте УРВВ велась одновременно с другими вариантами базирования, работы согласовывались с Министерством обороны Великобритании, как основным потенциальным заказчиком. К двадцатипятилетию с момента создания Корпуса армейской авиации второго формирования, 17 июня 1982 г. командиром соединения генерал-майором Биллом Уитхоллом было анонсировано о предстоящем принятии на вооружение разведывательных вертолётов «Газель» УРВВ на базе «Блоупайп», которые на тот момент находились на стадии разработки.

## Система наведения
Система наведения УРВВ — полуактивная с наведением по линии визирования (semi-active-command-to-line-of-sight). Наведение ракеты на цель осуществлялось оператором бортового вооружения при помощи стабилизированного автоматического оптико-электронного прицела AF532 компании «Ферранти», размещённого сверху снаружи кабины пилотов и интегрированного в комплекс управляемого ракетного вооружения и бортовую систему управления огнём.